# Martin Bouygues

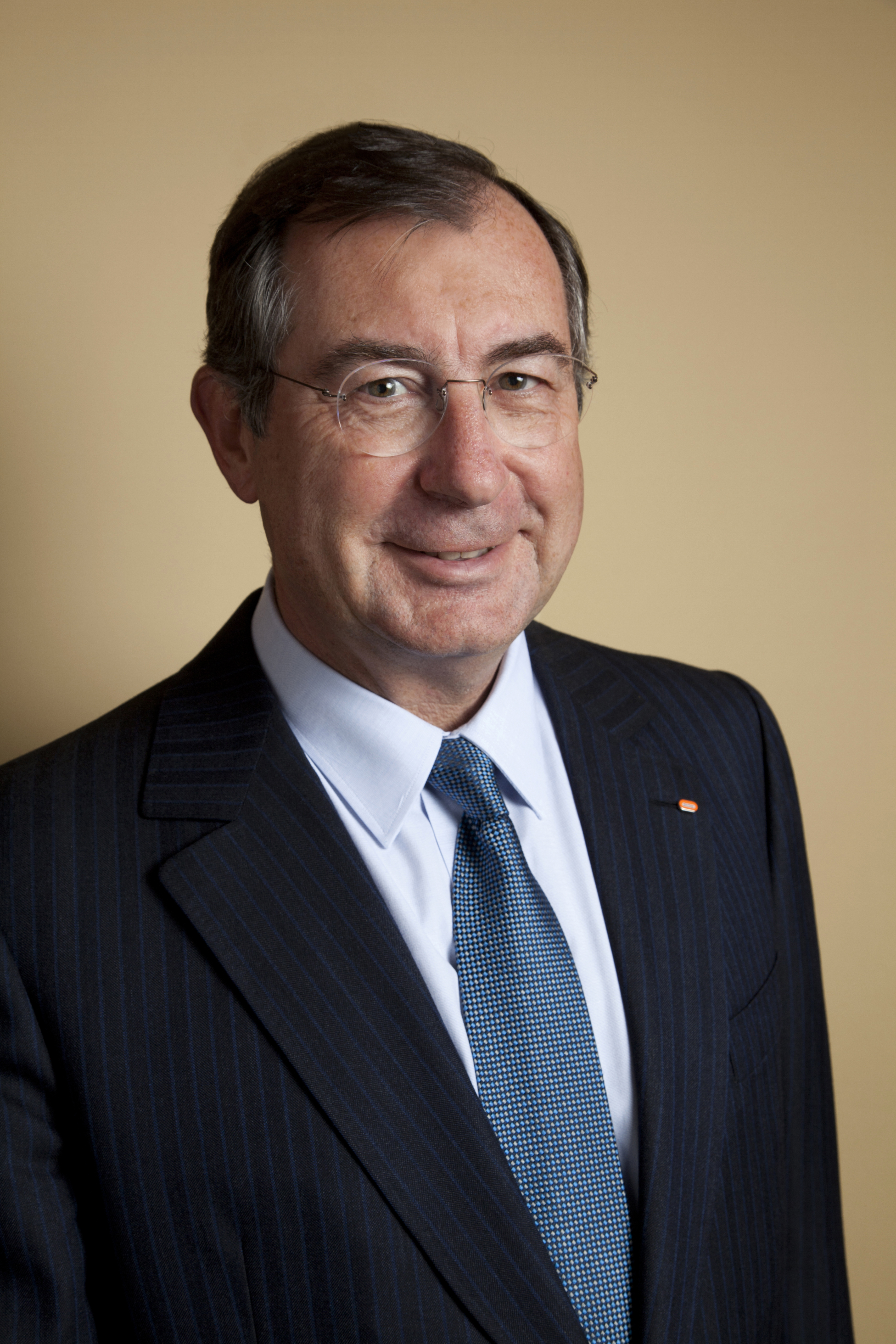
Retrato de Martin Bouygues. Autor - Isabelle Franciosa. Data (25/02/2014).

Martin Bouygues, nasceu em março de 1952, é filho de Francis Bouygues e desde 5 de setembro de 1989 é o presidente da Bouygues, um importante grupo industrial multinacional com sede na França.